# 우오즈미역
우오즈미역(일본어: 魚住駅 우오즈미에키[*])은 일본 효고현 아카시시에 있는 역이다. 서일본 여객철도이 운영한다.

## 역 구조
상대식 승강장으로 2면 2선의 지상역이다. 역사는 고가 형태로 되어 있다. (니시아카시 ~ 가코가와의 역 가운데 대피선이 없는 역은 우오즈미뿐이다.) 서일본 여객철도 교통 서비스의 위탁 영업을 받고 있다. 역사의 고가화에 따라 자동개찰기와 정산기를 신형으로 교체하였다.
어번 네트워크 구역의 일부로 이코카및 제휴 IC 카드의 사용이 가능하다.
| 1 | ■ JR 고베 선 (상행선) | 산노미야・오사카 방면 |
| 2 | ■ JR 고베 선 (하행선) | 가코가와・히메지 방면 |

## 역사
- 1961년 10월 1일: 일본국유철도 산요 본선 오쿠보역 ~ 쓰치야마역 간에 신설.
- 1987년 4월 1일: 민영화에 따라 서일본 여객철도의 소속이 된다.
- 2003년 11월 1일: 이코카의 사용이 개시되었다.
- 2008년 12월 1일: 서일본 여객철도 교통 서비스에 의한 위탁 영업역이 되었다.
- 2009년 3월 14일: 역사의 고가화가 이루어졌다.[1]。

## 인접정차역
| 서일본 여객철도 산요 본선 | 서일본 여객철도 산요 본선 | 서일본 여객철도 산요 본선 |
| ------------------------- | ------------------------- | ------------------------- |
| 오쿠보 마이바라 방면      | ■ JR 고베 선 보통         | 쓰치야마 히메지 방면      |